# الفرسان المحاربون:الحرب في العصور الوسطى
الفرسان المحاربون:الحرب في العصور الوسطى(بالإنجليزية: Chivalry: Medieval Warfare)‏ هي لعبة فيديو اكشن اون لاين وضعته شركة (Torn Banner Studios).قصة اللعبة في العصور الوسطى وهي مطورة من لعبة الفرسان المحاربون 1 .اللعبة صدرت في سبتمبر 2012. اللعبة حصرية على البي سي